# The City in the Middle of the Night
The City in the Middle of the Night é um romance de ficção climática de 2019 de Charlie Jane Anders. A história se passa em um planeta bloqueado por marés, onde a vida humana, cercada por vida alienígena hostil, é dividida principalmente entre dois locais urbanos arquetipicamente diferentes. A história principal se concentra em dois personagens cujas ações os levam para fora das cidades.
Ele explora temas de relacionamentos pessoais, misturados à cobertura de questões sociais e políticas contemporâneas, conforme retratadas em seu cenário alienígena.

## Sumário
A história se passa em um futuro distante, em um planeta bloqueado por maré chamado "January". Os humanos vivem na zona do crepúsculo, entre o calor escaldante do lado voltado para o sol e o deserto congelado do lado noturno. Os habitantes locais estão divididos principalmente entre dois locais urbanos diametralmente opostos: Xiosphant, uma cidade autoritária onde as ações dos cidadãos são rigidamente controladas e qualquer desvio é severamente punido, e Argelo, uma anarquia selvagem administrada por gangues criminosas concorrentes. Na periferia, viajando entre as cidades, estão grupos como os Citizens, que tomam a estrada como seu lar.
O enredo alterna entre dois personagens principais. Sophie, de Xiosphant, tem uma posição em uma universidade de elite e uma queda por Bianca, sua colega de quarto da escola que também é uma estudante radical. Sophie é expulsa da cidade e jogada no deserto congelante quando assume a culpa por um roubo cometido por Bianca. Lá, ela é resgatada pelos "crocodilos", que não são predadores perigosos como os humanos pensam, mas uma espécie nativa inteligente, presente muito antes dos humanos, que se comunica telepaticamente. Sophie aprende a se comunicar com eles e, com a ajuda deles, retorna secretamente a Xiosphant, com o entendimento de que continuará voltando para visitá-los.
A segunda protagonista principal é Mouth, uma ex-cidadã perturbada pela destruição violenta do grupo na estrada, enquanto ela tenta construir uma nova vida como comerciante. Os dois arcos de história se unem rapidamente, com a conexão sendo inicialmente catalisada por Bianca buscando ajuda com seus planos políticos. Isso evolui rapidamente para uma série de viagens perigosas que levam os personagens através do planeta, de Xiosphant e Argelo até a natureza desconhecida.

## Background
Anders estava entre os fundadores e editores do site de ficção científica e tecnologia io9 antes de deixar o cargo para se concentrar em sua carreira de escritora.
Em um artigo no The Atlantic, a autora observa como seu interesse em planetas sincronizados a levou a escrever a história. Ela afirma que a exploração da pesquisa científica sobre o assunto a levou a descrever como a vida humana poderia se adaptar em tal planeta, embora haja uma compensação inevitável entre precisão e requisitos dramáticos.

## Recepção
Rebecca Evans, escrevendo para a Los Angeles Review of Books, observa como o cenário alienígena do livro, que está longe de qualquer representação realista das mudanças climáticas, é uma "forma crítica de desfamiliarização" e uma maneira de discutir um assunto contemporâneo familiar sem recapitular histórias antigas. Ela compara a dicotomia entre os dois centros urbanos com The Dispossessed, de Le Guin, e observa como Anders emprega o contraste entre os dois para sondar a filosofia e a ética, com a "honestidade crua e dolorosa" dos personagens e sua diversidade ajudando a retratar de forma convincente as questões maiores, sociais e ambientais, que são o foco do romance. Jason Sheehan, em sua resenha para a NPR, descreve o livro como "uma história sobre como grandes ideias sociais se quebram e quem é mais ferido na quebra", um conto de ação e aventura semelhante a uma fábula que, por meio de uma descrição íntima de relacionamentos intrapessoais, analisa "nosso momento na história" através das lentes distorcidas de seu cenário. De acordo com Adam Roberts do The Guardian, é um "romance da geração Y", e os personagens, às vezes críticos e hipócritas, no final das contas também mostram sofisticação e paixão, combinando-se para entregar um conto sincero.
A história de Anders diverge de outras obras do gênero não tanto pelos temas subjacentes, mas pela forma como se afasta dos contos de advertência reconhecíveis e, em vez disso, apresenta uma abordagem para viver vidas significativas em um ambiente devastado. É uma longa história cuja narrativa principal, segundo Roberts, é a da possível reaproximação entre humanos e alienígenas que vivem em uma atmosfera de desgosto mútuo. Ele observa que isso é "bem feito", embora não seja particularmente original, comparando-o com enredos de episódios de Star Trek com o Capitão Picard.
O romance foi indicado ao Prêmio Arthur C. Clarke de 2020 e ao Prêmio Hugo de 2020 de Melhor Romance, e ganhou o Prêmio Locus de 2020 de Melhor Romance de Ficção Científica.

## Trabalhos citados
- Anders, Charlie Jane (2019). The City In The Middle Of The Night. New York: Tor Books. ISBN 978-0-7653-7996-2